# حافظه تراکنشی
حافظه تراکنشی در علوم کام‍پیوتر و مهندسی کام‍پیوتر سعی در ساده‌تر کردن برنامه‌نویسی همزمان بوسیله بارگذاری و ذخیره گروهی دستورها و اجرای انفرادی دارد.